# Trần Hoài công
Trần Hoài công (chữ Hán: 陳懷公; trị vì: 505 TCN-502 TCN), tên thật là Quy Liễu (媯柳), là vị vua thứ 25 của nước Trần – chư hầu nhà Chu trong lịch sử Trung Quốc.
Quy Liễu là con của Trần Huệ công – vua thứ 24 nước Trần. Năm 506 TCN, Huệ công mất, Quy Liễu lên nối ngôi, tức là Trần Hoài công.
Khi Trần Hoài công vừa lên ngôi thì vua nước Ngô là Hạp Lư mang quân đại phá nước Sở, tiến vào Sính đô. Sở Chiêu vương phải bỏ chạy. Ngô Hạp Lư triệu tập Trần Hoài công đến triều kiến. Hoài công muốn đi, quan đại phu can không nên, vì tuy Ngô chiếm được Sở nhưng sẽ có ngày vua Sở trở lại. Trần Hoài công bèn sai sứ mang lễ sang chúc mừng Ngô Hạp Lư.
Năm 502 TCN, Ngô Hạp Lư lại triệu kiến Trần Hoài công. Hoài công sợ hãi phải lên đường sang nước Ngô. Hạp Lư giận ông không đến lần trước, bèn giữ ông lại không cho về. Cuối cùng Trần Hoài công mất tại nước Ngô. Theo Kinh Xuân Thu thì Hoài công mất trong năm 502 TCN.
Người nước Trần lập con ông là Quy Việt lên nối ngôi, tức là Trần Mẫn công.